# Strahinje Radobojsko
Strahinje Radobojsko falu Horvátországban Krapina-Zagorje megyében. Közigazgatásilag Radobojhoz tartozik.

## Fekvése
Krapinától 3 km-re északkeletre, községközpontjától 3 km-re északnyugatra a Strahinjčica-hegység déli lejtőin fekszik.

## Története
1857-ben 122, 1910-ben 182 lakosa volt. A falu Trianonig Varasd vármegye Krapinai járásához tartozott. 
2001-ben 77 lakosa volt.

## Külső hivatkozások
Radoboj község hivatalos oldala